# Хорватия на «Евровидении-2005»
Хорватию на конкурсе песни Евровидение 2005 в финале представил Борис Новкович и группа «Lado» с песней « Vukovi umiru sami» (Волки умирают в одиночку).

## Национальный отбор
Национальный отбор «Dora» прошел 5 марта 2005.
| № | Песня             | Исполнитель                       | Баллы | Место |
| - | ----------------- | --------------------------------- | ----- | ----- |
| 1 | Vukovi umiru sami | Boris Novković feat. Lado members | 42815 | 1     |
| 2 | Nazaret           | Magazin                           | 18141 | 2     |
| 3 | Za tebe rodena    | Danijela                          | 8424  | 3     |

## Исполнитель
В качестве солиста выступил Борис Новкович, а в качестве бэк-вокала группа «Ладо». Слева направо на картинке:
- Диана Банек
- Валентина Шепак
- Саня Микулич

## Голосование
| Голоса за хорватского исполнителя | Голоса за хорватского исполнителя                                  |
| --------------------------------- | ------------------------------------------------------------------ |
| Оценка                            | Страны                                                             |
| 12                                | Словения, Босния и Герцеговина                                     |
| 10                                | Сербия и Черногория                                                |
| 8                                 | Австрия, Македония, Украина, Швейцария                             |
| 7                                 | Монако, Венгрия, Латвия                                            |
| 6                                 | Литва                                                              |
| 5                                 | Румыния                                                            |
| 4                                 | −                                                                  |
| 3                                 | −                                                                  |
| 2                                 | нидерланды, Эстония, Болгария, Польша, Норвегия, Албания, Германия |
| 1                                 | Исландия, Финляндия, Россия                                        |

| Голоса хорватских телезрителей | Голоса хорватских телезрителей |
| ------------------------------ | ------------------------------ |
| Оценка                         | Страна                         |
| 12                             | Сербия и Черногория            |
| 10                             | Босния и Герцеговина           |
| 8                              | Македония                      |
| 7                              | Латвия                         |
| 6                              | Венгрия                        |
| 5                              | Греция                         |
| 4                              | Мальта                         |
| 3                              | Швейцария                      |
| 2                              | Албания                        |
| 1                              | Молдавия                       |